# Ammopolia plumbina
Ammopolia plumbina är en fjärilsart som beskrevs av Turati. Ammopolia plumbina ingår i släktet Ammopolia och familjen nattflyn. Inga underarter finns listade i Catalogue of Life.